# Episodi di The Cleveland Show (quarta stagione)
La quarta ed ultima stagione di The Cleveland Show, composta da 23 episodi, è andata in onda negli Stati Uniti dal 7 ottobre 2012 al 19 maggio 2013 su Fox.
In Italia, la stagione è stata trasmessa dal 18 agosto 2013 al 26 gennaio 2014 su Fox, mentre in chiaro è stata trasmessa in modo discontinuo su Italia 1 dal 20 febbraio al 4 settembre 2015.
| N° | Codice di produzione | Titolo italiano               | Titolo originale                                 | Prima TV USA     | Prima TV Italia   |
| -- | -------------------- | ----------------------------- | ------------------------------------------------ | ---------------- | ----------------- |
| 1  | 4APS04               | Fuga da Goochland             | Escape from Goochland                            | 7 ottobre 2012   | 18 agosto 2013    |
| 2  | 3APS22               | A tutto rap                   | Menace II Secret Society                         | 4 novembre 2012  | 25 agosto 2013    |
| 3  | 3APS08               | Un Ringraziamento generale    | A General Thanksgiving Episode                   | 18 novembre 2012 | 1º settembre 2013 |
| 4  | 4APS06               | Caccia al tacchino            | Turkey Pot Die                                   | 25 novembre 2012 | 8 settembre 2013  |
| 5  | 4APS02               | Uomini e donne                | A Vas Deferens Between Men & Women               | 2 dicembre 2012  | 15 settembre 2013 |
| 6  | 4APS08               | Angelo di Natale              | Tis the Cleveland to Be Sorry                    | 16 dicembre 2012 | 22 settembre 2013 |
| 7  | 4APS03               | Il re della frode             | Hustle 'N' Bros                                  | 13 gennaio 2013  | 29 settembre 2013 |
| 8  | 4APS07               | Il Cleveland Show nel mondo   | Wide World of Cleveland Show                     | 27 gennaio 2013  | 6 ottobre 2013    |
| 9  | 4APS09               | Voti nuziali                  | Here Comes the Bribe                             | 10 febbraio 2013 | 20 ottobre 2013   |
| 10 | 4APS12               | Anniversario di matrimonio    | When a Man (or a Freight Train) Loves His Cookie | 17 febbraio 2013 | 27 ottobre 2013   |
| 11 | 4APS05               | L'eroe dei nullafacenti       | Brownsized                                       | 3 marzo 2013     | 10 novembre 2013  |
| 12 | 4APS13               | Brilli e citrulli             | Pins, Spins and Fins! (Shark Story Cut for Time) | 3 marzo 2013     | 3 novembre 2013   |
| 13 | 4APS11               | Un roditore                   | A Rodent Like This                               | 10 marzo 2013    | 17 novembre 2013  |
| 14 | 4APS14               | I postumi della sbornia       | The Hangover: Part Tubbs                         | 17 marzo 2013    | 24 novembre 2013  |
| 15 | 3APS23               | Sognando la California        | California Dreamin' (All the Cleves are Brown)   | 17 marzo 2013    | 1º dicembre 2013  |
| 16 | 4APS10               | Sulle tracce dell'assassino   | Who Done Did It?                                 | 7 aprile 2013    | 8 dicembre 2013   |
| 17 | 4APS15               | Gastronomia molecolare        | Fist and the Furious                             | 14 aprile 2013   | 15 dicembre 2013  |
| 18 | 4APS16               | Schizzetto della libertà      | Squirt's Honor                                   | 21 aprile 2013   | 22 dicembre 2013  |
| 19 | 4APS17               | Incontro pericoloso           | Grave Danger                                     | 28 aprile 2013   | 29 dicembre 2013  |
| 20 | 4APS18               | Uomini e pidocchi             | Of Lice and Men                                  | 5 maggio 2013    | 5 gennaio 2014    |
| 21 | 4APS01               | Il signore e la signora Brown | Mr. & Mrs. Brown                                 | 12 maggio 2013   | 12 gennaio 2014   |
| 22 | 4APS19               | Treno pazzo                   | Crazy Train                                      | 19 maggio 2013   | 19 gennaio 2014   |
| 23 | 4APS20               | La ruota della famiglia       | Wheel! Of! Family!                               | 19 maggio 2013   | 26 gennaio 2014   |

## Fuga da Goochland
- Sceneggiatura: Courtney Lilly
- Regia: Jack Perkins
- Messa in onda originale: 7 ottobre 2012
- Messa in onda italiana: 18 agosto 2013

### Trama
È il giorno di Halloween. Cleveland e i suoi amici tornano al loro liceo a Goochland in occasione della partita di calcio annuale. La sera stessa, Federline distrugge l'auto di Chet Butler, grande nemico di Cleveland, così devono trovare un modo per sfuggire dal loro nemico. Nel frattempo, Donna riporta al negozio il costume di Halloween di Roberta perché è molto simile a quello di una prostituta, ma, invece di ridarlo al commesso, decide di indossarlo. Per vendetta, Roberta e Cleveland Jr. iniziano a fare scherzi a Stoolbend travestiti da Donna e Cleveland.

## A tutto rap
- Sceneggiatura: Clarence Livingston
- Regia: Ron Rubio
- Messa in onda originale: 4 novembre 2012
- Messa in onda italiana: 25 agosto 2013

### Trama
Kenny West, ormai famoso e ricco grazie alla canzone scritta in collaborazione con Cleveland, torna a Stoolblend. Cleveland lo incontra poiché era incaricato di riparare la sua televisione e scopre che Kenny appartiene alla segreta setta degli "Illuminati dell'hip hop" assieme a will.i.am, Questlove, Bruno Mars e Nicki Minaj. Ma questi ultimi chiedono aiuto a Cleveland per far uscire Kenny dal mondo dell'hip hop.
Intanto Cleveland Jr., fuori dalla banda di musica della scuola, forma una sua garage band.

## Un Ringraziamento generale
- Sceneggiatura: Courtney Lilly
- Regia: Justin Ridge
- Messa in onda originale: 18 novembre 2012
- Messa in onda italiana: 1º settembre 2013

### Trama
Cleveland e i suoi amici accompagnano Holt all'aeroporto, ma quest'ultimo perde il volo. Così tutti insieme si recano a bere una birra, ma in giro non c'è nessun pub. Quando Cleveland scopre che Holt non ha programmi per il Giorno del ringraziamento, gli chiede di badare a Rallo mentre lui e gli altri vanno ad aprire un nuovo pub all'aeroporto.

## Caccia al tacchino
- Sceneggiatura: Dave Jeser e Matt Silverstein
- Regia: Anthony Agrusa
- Messa in onda originale: 25 novembre 2012
- Messa in onda italiana: 8 settembre 2013

### Trama
Cleveland porta il figlio a caccia di tacchini, ma Cleveland Jr.si rifiuta di sparare al povero animale. Il padre allora impugna il fucile, ma sbaglia mira e, invece di colpire il tacchino, si spara. Finito in ospedale, capisce il dolore che prova un animale quando gli viene sparato addosso, quindi decide di manifestare con Cleveland Jr. contro l'uccisione dei tacchini nel recinto di Lester. La notte prima del Giorno del ringraziamento, Cleveland e Cleveland Jr. li liberano e li nascondono nel loro garage.
Nel frattempo, Rallo e Donna si dedicano alla realizzazione di un carro per la parata del Giorno del Ringraziamento. Ma la madre si mette in competizione con Arianna l'Orso, che ha costruito col figlio Raymond l'Orso un carro più bello e più grande. Pur di vincere la competizione, Donna decide di ignorare tutte le idee e i suggerimenti di Rallo, costruendo e decorando il carro a modo suo. Ultimato il lavoro, il bambino capisce che le sue idee non sono state minimamente prese in considerazione e per vendetta distrugge il carro.

## Uomini e donne
- Sceneggiatura: John Viener
- Regia: Jeff Myers
- Messa in onda originale: 2 dicembre 2012
- Messa in onda italiana: 15 settembre 2013

### Trama
Rallo è cresciuto e Donna confida a Cleveland che vorrebbe un altro figlio. All'inizio il marito è contrario, ma dopo aver visto il film Senti chi parla, decide di accontentare il desiderio della moglie. Ma Tim, Lester e Holt ricordano a Cleveland che una sera da ubriaco si era sottoposto a vasectomia. Donna, che era all'oscuro di tutto, scopre il segreto e, per vendicarsi, finge di essere incinta. Così Clevenad si insospettisce che la moglie la tradisca. Fino al momento del finto parto nessuno dei due dirà che sta mentendo.
Intanto Rallo diventa il protagonista del musical teatrale Annie, Roberta interpreta un cane e Cleveland Jr. è l'assistente di scena. Ma Rallo si monta la testa fino a diventare veramente insopportabile.

## Angelo di Natale
- Sceneggiatura: Chadd Gindin
- Regia: Oreste Canestrelli
- Messa in onda originale: 16 dicembre 2012
- Messa in onda italiana: 22 settembre 2013

### Trama
Natale si avvicina e la famiglia Brown/Tubbs va a dare una mano nella cucina di un ricovero per senzatetto. Cleveland, affamato, mangia un panino e si rende conto che nel ricovero cucinano cibo più buono di quello che gli prepara tutti i giorni Donna. Così si finge senzatetto per mangiare pasti buoni e gratis. Ma il giorno di Natale viene smascherato in pubblico da Donna e diventa l'uomo più odiato di tutta la città. Cleveland farà di tutto per farsi rivalutare.
Nel frattempo Roberta trova lavoro in un magazzino nella zona: viene assunta in qualità di elfo. Durante il colloquio di lavoro, anche Kendra cerca un posto: vuole essere Babbo Natale nello stesso centro commerciale. Ma viene rifiutata perché è una donna. Kendra ne rimane molto dispiaciuta e Roberta cerca in tutti i modi di tirarle su il morale.

## Il re della frode
- Sceneggiatura: Kirker Butler
- Regia: Seung-Woo Cha
- Messa in onda originale: 13 gennaio 2013
- Messa in onda italiana: 29 settembre 2013

### Trama
Cleveland vuole far colpo su suo padre Levon, così chiede all'ex marito di Donna, Robert, di insegnargli a diventare un frodatore. Cleveland segue i consigli di Robert nella speranza di conquistare l'ammirazione di Levon, ma alla fine sarà Robert a frodare Cleveland.
Cleveland Jr. e Rallo, mentre giocano ai pirati, rompono il prezioso flauto di Donna. La mamma va su tutte le furie e ordina ai due figli di ricomprarle lo strumento. Cleveland Jr. e Rallo, per racimolare i soldi necessari ritroveranno, i cani smarriti dai padroni in cambio di un compenso. Inizialmente non guadagnano niente, ma poi trovano un avviso del signor Waterman che promette, a chi ritroverà il suo cane Larry, una ricompensa di 5.000 dollari. Fortunatamente Cleveland Junior e Rallo trovano subito l'animale, ma Rallo se ne innamora e decide di tenerlo a insaputa di Junior. Ma quando Junior trova il cane da 5.000 dollari nel suo armadio, lo va subito a consegnare al signor Waterman. Ma quest'ultimo non lo rivuole perché gli ringhia: in realtà il cane è della moglie. Così Waterman dà i soldi a Cleveland Jr. e Rallo per tenersi Larry. Con i soldi, i figli ricomprano il flauto alla madre.

## Il Cleveland Show nel mondo
- Sceneggiatura: Aaron Lee
- Regia: Ron Rubio
- Messa in onda originale: 27 gennaio 2013
- Messa in onda italiana: 6 ottobre 2013

### Trama
Un viaggio in giro intorno al mondo con la famiglia Brown-Tubbs con le versioni messicana, italiana, tedesca e giapponese di The Cleveland Show.
In Messico, Cleveland Jr. insiste col padre per organizzare la festa del suo quindicesimo compleanno.
In Italia, Cleveland sceglie il suo successore tra Cleveland Jr. e Rallo.
In Germania, Cleveland è Hiltler e scopre che tutti i suoi collaboratori sono ebrei o omosessuali.
In Giappone, Cleveland ha da svolgere molto lavoro, così costruisce un robot che gli assomigli per sostituirlo come spettatore alla gara di abbuffata di Cleveland Jr.

## Voti nuziali
- Sceneggiatura: Dave Jeser e Matt Silverstein
- Regia: Jack Perkins
- Messa in onda originale: 10 febbraio 2013
- Messa in onda italiana: 20 ottobre 2013

### Trama
Cleveland e Donna rinnovano i loro voti nuziali, ma quando Cleveland legge il suo discorso in pubblico, Donna si rende conto che viene solo usata e che il marito non ricambia i suoi sentimenti. Così Donna trascina Cleveland da un consulente matrimoniale, il quale in ogni discorso sembra dare ragione solamente alla moglie. Cleveland, scocciato, chiede spiegazioni e, in assenza di Donna, il consulente confida al marito che è disponibile a farsi corrompere per dar torto alla moglie. Cleveland accetta e, in cambio di una somma di denaro, il consulente sostiene ogni parola del marito. Ma per continuare questa messinscena il consulente non vuole più essere pagato, ma obbliga Cleveland ad andare a letto con la sua moglie. Se Cleveland non lo farà, allora il consulente rivelerà tutto a Donna. Il marito accetta mal volentieri ma, sul punto di fare sesso con la moglie del consulente, rinuncia per il bene di Donna. Da dietro le tende della camera escono allo scoperto Donna e il consulente che svelano a Cleveland che tutto questo era solamente una prova per capire quanto lui tenga ai sentimenti della moglie.
Il frigorifero di Junior muore, così Rallo organizza un funerale e lo seppellisce. Ma il giorno dopo Junior ritrova il suo frigorifero in camera di Rallo, il quale aveva scoperto che non era morto, ma era solo staccata la spina della corrente. Così Rallo se ne appropria e lo trasforma in un mini bar. Se Junior vorrà prendere qualcosa dal frigorifero, dovrà pagare. Il ragazzo si promette di non mangiare niente, ma poi non saprà resistere alla tentazione del cibo.

## Anniversario di matrimonio
- Sceneggiatura: Clarence Livingston
- Regia: Phil Allora
- Messa in onda originale: 17 febbraio 2013
- Messa in onda italiana: 27 ottobre 2013

### Trama
Cookie, la madre di Cleveland, lascia il suo marito Treno merci perché non solo si è dimenticato il loro anniversario, ma la tradisce con delle ragazzine più giovani di lei. Così, stanca di essere trattata male dal marito, scappa con George Clinton and the P-Funk All-Star dopo aver assistito a un suo concerto. Sarà compito di Treno merci e Cleveland rintracciare Cookie. Durante la ricerca Treno merci capirà quanto la moglie sia importante per lui e, in un modo o nell'altro, cercherà di farsi perdonare.
Donna deve fare delle compere nel solito supermercato e Junior si ferma sempre nel reparto di fornitura per uffici. Con una semplice scrivania finge di essere un impiegato, ma quel giorno deve essere portata via perché è stata comprata. Junior non vuole separarsene, così si nasconde in un cassetto e viene trasportato insieme alla scrivania in un vero ufficio. Lì finge di essere un impiegato dell'azienda. Quando però il capo di Junior gli chiederà di portare la sua famiglia a una festa di lavoro, chiederà a Roberta di essere sua moglie e a Rallo di essere suo figlio. Ma alla festa Roberta lo tratta male e Junior viene umiliato davanti a tutti. Il ragazzo capisce che gestire famiglia e lavoro è difficile, quindi chiede al capo le dimissioni.

## L'eroe dei nullafacenti
- Sceneggiatura: Steven Ross
- Regia: Phil Allora
- Messa in onda originale: 3 marzo 2013
- Messa in onda italiana: 3 novembre 2013

### Trama
Al lavoro, Cleveland firma un contratto dove accetta di prendere sei mesi di aspettativa dal lavoro. Ma non sa come dirlo a Donna, perché la dovrà obbligatoriamente aiutarla nelle faccende domestiche. Per evitare ciò, Cleveland finge di essere stato licenziato e di andare a cercare lavoro ogni giorno. Nel frattempo, Donna cerca un lavoro e lo trova come cameriera ad un ristorante. Un giorno Cleveland offre il pranzo a Tim, Lester e Holt proprio nello stesso ristorante dove lavora Donna. Per non farsi vedere, il marito è costretto a nascondersi fuori dalla finestra. Quando Donna lo vede sul cornicione del ristorante, gli chiede cosa ci faccia. Cleveland finge che vuole suicidarsi perché non trova lavoro. Il ristorante viene evacuato e sotto si forma una folla di sostenitori di Cleveland per la sua protesta contro la disoccupazione. Tim, Lester e Holt lo fanno ragionare che la sua è tutta una messinscena e decide di dire a Donna la verità. Sei mesi dopo Cleveland fa sempre lo stesso lavoro, ma fortunatamente è riuscito a restituire al suo capo i soldi che si era preso per l'aspettativa dal lavoro.
Roberta lascia Federline e Rallo si occupa di trovare alla sorella un nuovo fidanzato. Dopo molti rifiuti da parte di Roberta, al supermercato incontra un cassiere molto gentile e disponibile con lei. Ma nei confronti di Rallo si comporta da padre severo, proibendogli vedere programmi televisivi da adulti e mandandolo a letto presto. Il nuovo obiettivo di Rallo è far lasciare a Roberta il nuovo ragazzo per rimettersi con Federline. Per sua fortuna ci riuscirà.

## Brilli e citrulli
- Sceneggiatura: Steven Ross
- Regia: Phil Allora
- Messa in onda originale: 3 marzo 2013
- Messa in onda italiana: 10 novembre 2013

### Trama
Donna porta Rallo a giocare a bowling. Ovviamente, essendo un bambino, gli viene messa la pista facilitata con le barriere di lato e quindi non sbaglia un colpo. Dopo una partita vinta a forza di Strike si convince di essere un campione di bowling, deridendo sua madre. Donna, stanca di essere presa in giro da suo figlio lo mette di fronte alla dura realtà. Inoltre gli spiega che i bambini sono inutili alla società e, senza il supporto dei loro genitori, non potrebbero sopravvivere. Rallo resta sconvolto dalle dichiarazioni della madre.
Cleveland, Lester, Holt e Terry sentono di dover vivacizzare la loro amicizia. Così organizzano un giro al vecchio luna park abbandonato da anni. Acceso il generatore di corrente generale delle giostre, salgono su un'attrazione, ma non riescono più a scendere. Fortunatamente arriva Rallo in loro soccorso, ma resta impigliato in una corda. Arriva poi il soccorso di Donna, che cerca di spegnere il generatore di corrente generale delle giostre, ma provoca un cortocircuito e incendia il luna park. Solo grazie all'arrivo dei pompieri si risolve la situazione e il pompiere spiega a Rallo che anche i genitori non potrebbero sopravvivere senza l'aiuto di altre persone.

## Un roditore
- Sceneggiatura: Aaron Lee
- Regia: Seung-Woo Cha
- Messa in onda originale: 10 marzo 2013
- Messa in onda italiana: 17 novembre 2013

### Trama
La madre di Donna, dopo tanto tempo di assenza, torna a far visita alla figlia e alla famiglia. Durante il soggiorno a casa Brown, la famiglia scopre che un topo ha fatto la tana nella cucina. Donna e i bambini decidono di andare a vivere dalla nonna fino a quando Cleveland non avrà ucciso il roditore. Il marito dovrebbe risolvere la situazione, ma non riesce ad uccidere il topo, così approfitta della solitudine per lasciarsi andare all'ozio. Ma la nonna deve partire per lavoro e invita Donna e i bambini ad uscire da casa sua e tornare alla loro. Cleveland non ha ancora ucciso il topo e, quando Donna torna a casa, è incredula di vederlo ancora vivo. Così invita il marito a uccidere veramente il topo, ma sfortunatamente il roditore la morde. Non sapendo se dal morso Donna può contrarre la rabbia, il topo viene portato a fare delle analisi, ma per effettuare i test è necessario ucciderlo. A malincuore, Cleveland decide di occuparsene, chiude il topo in un sacchetto e lo porta nel bosco dove lo ucciderà. Quando riapre il sacchetto, il topo infetto dalla rabbia, esce fuori e morde pure Cleveland. Solo grazie all'intervento della madre di Donna, il topo sarà ucciso.
Rallo e Junior giocano a fare le spie, le cose sfuggono di mano quando Junior non rivela ciò che ha nella sua valigetta segreta. Rallo tenta in tutti i modi di scoprire il contenuto e quando riesce ad aprirla, trova solo un post-it. Così chiede a Junior spiegazioni e lo porta in una zona militare operativa che lavora per la CIA.
In questo episodio si scopre che in realtà lui non'è il vero Cleveland Jr. ma un agente mandato dalla CIA al suo posto, questo spiega la differenza che c'è tra il personaggio della serie madre e il personaggio dello spin-off.

## I postumi della sbornia
- Sceneggiatura: Aaron Lee
- Regia: Ron Rubio
- Messa in onda originale: 17 marzo 2013
- Messa in onda italiana: 24 novembre 2013

### Trama
Donna si candida per il consiglio scolastico, ma cerca di tenere lontano Cleveland, che riesce di solito a metterla in imbarazzo col suo comportamento. Quando Cleveland scopre che la moglie paga un uomo per fingersi suo marito alle conferenze, va su tutte le furie e capisce di non essere apprezzato da Donna. Lui cerca di far cambiare idea sul suo comportamento alla moglie, ma quest'ultima è irremovibile e non licenzierà la controfigura di Cleveland. Sicura di vincere, Donna passa la sera prima delle elezioni al bar con il marito e i suoi amici, ma si ubriacano. Il giorno seguente, al loro risveglio, si ritrovano nel bel mezzo di una gara automobilistica. Due piloti si offrono di portare Cleveland e Donna alla scuola per l'elezione del consiglio scolastico e, arrivati giusto in tempo, la moglie si ricrede sul comportamento del marito, che ha fatto il possibile per farla presentare alle elezioni. Ma alla fine, per soli 4 voti di differenza, Donna perde.
Junior non svolge con regolarità le lezioni di educazione fisica e il preside lo avverte che rischia la bocciatura. L'unica alternativa alla ginnastica è uno sport extrascolastico: Junior sceglie il nuoto, ma, per volere dell'insegnante, è costretto ad indossare come tutti gli altri ragazzi un costume molto stretto per la sua taglia. Solo alla gara finale di tuffi troverà il coraggio di non vergognarsi a mostrarsi in pubblico con un costume così stretto per il suo fisico molto robusto.

## Sognando la California
- Sceneggiatura: Dave Jeser e Matt Silverstein
- Regia: Oreste Canestrelli
- Messa in onda originale: 17 marzo 2013
- Messa in onda italiana: 1º dicembre 2013

### Trama
Cleveland è infelice della sua vita a Stoolbend e supplica in tutti i modi la famiglia per andare a vivere in California e coronare il suo sogno di essere uno scout di baseball. La famiglia accetta e in California Donna diventa un'intrattenitrice di feste per bambini, Junior un supereroe che tenta di portare giustizia per le strade di Hollywood, Roberta una liceale da film e Rallo un paparazzo. Tutti sembrano entusiasti della loro nuova vita, tranne Cleveland che non riesce ad entrare nel mondo del baseball, tanto da rimpiangere la vecchia vita che faceva a Stoolbend. Non sapendo come dirlo alla famiglia, organizza delle scene per riprodurre la vecchia città e ingaggia degli attori che impersonano i cittadini di Stoolbend per fargli dire quanto sentano la mancanza di Donna, Junior, Roberta e Rallo. Quando il tentativo di convincimento sembra funzionare, Cleveland rivela alla famiglia che ciò che hanno visto era tutta una messinscena. Donna, Junior, Roberta e Rallo capiscono il malessere di Cleveland e, siccome anche loro non sono entusiasti della California, decidono di ritornare a Stoolbend.

## Sulle tracce dell'assassino
- Sceneggiatura: Kevin Biggins e Travis Bowe
- Regia: Jeff Myers
- Messa in onda originale: 7 aprile 2013
- Messa in onda italiana: 8 dicembre 2013

### Trama
Donna subisce un torto da Arianna l'Orso e Cleveland si vendica per lei, scagliando di nascosto delle uova contro la casa di Arianna. Quando Donna lo scopre, è entusiasta del gesto del marito e, per ogni minimo inconveniente, manda il marito a lanciare uova contro chi le fa uno spregio. Anche la moglie del Signor Waterman cade vittima del lancio di uova di Cleveland, ma viene colpita da un uovo sodo. La donna, seduta a tavola per la cena, cade di faccia nella zuppa: sembra che sia stata uccisa. Cleveland viene quindi accusato di assassinio. Treno merci, Junior e Rallo indagano e capiscono che un uovo sodo non può uccidere una persona. All'obitorio chiedono di poter vedere il corpo e notano dai rigonfiamenti del collo che aveva ingerito delle noccioline, cibo di cui era allergica. Gli indizi fanno risalire prima ad una rivale, poi al marito: il Signor Waterman. Quest'ultimo, vero colpevole, voleva liberarsi della moglie scappando con un nuovo marito. Ma grazie alla complicità di Donna, l'assassino viene incastrato.

## Gastronomia molecolare
- Sceneggiatura: Jonathan Green e Gabe Miller
- Regia: Anthony Agrusa
- Messa in onda originale: 14 aprile 2013
- Messa in onda italiana: 15 dicembre 2013

### Trama
Donna costringe Cleveland a farsi visitare dal dottor Fist. La visita va bene, ma il fatto che nei giorni seguenti il dottore continui a chiamare Cleveland per ulteriori esami, lo preoccupa un po'. Consultandosi con i suoi amici, Cleveland arriva alla conclusione che il dottor Fist si stia accertando del fatto che ha una grave malattia e vuole essere sicuro prima di comunicarglielo. Allora comincia a realizzare i suoi desideri prima di morire. Una mattina il dottore si presenta a casa di Cleveland e gli confessa che gli ha fatto molti esami superflui solo per stare in sua compagnia perché non ha amici a Stoolbend. Per rimediare, Cleveland, Tim, Lester e Holt passano una spassosa serata in compagnia del dottor Fist. Inoltre Cleveland organizza una cena con i vecchi amici del medico, che però si rivelano essere dei mafiosi per cui lavorava Fist: infatti in passato viveva a New York ed era sempre un medico, finché dei mafiosi gli chiesero di fare un intervento a un compagno ferito, diventando così il medico della mafia. Una seria venne contattato da due agenti dell'FBI che gli proposero di far entrare il padrino in coma dopo un intervento chirurgico finito (di proposito) male, promettendogli una nuova vita, cosa che accadrà, portando Fist a Stollbend e facendolo diventare, per l'appunto, il dottor Fist (il suo vero nome è Green-Jarvis Ben-Ellis). Quando i mafiosi trovano Fist, Cleveland gli spara per far credere a questi di averlo ucciso. Ma il dottor Fist è seriamente in pericolo di vita e, grazie a un intervento chirurgico improvvisato di Cleveland, riesce a sopravvivere.
Fuori dalla scuola elementare, Junior e Rallo aprono un furgone alimentare che riscuote molto successo, fino a quando, accanto a loro, ne viene aperto un altro che vende cibo messicano gestito da Choni (già apparsa nelle precedenti stagioni, zia di Cecilia, "moglie" di Junior) . Per eliminare la concorrenza, Rallo acquista degli scarafaggi da Kendra, li mette nel furgone alimentare messicano e chiama un ispettore sanitario, che lo chiude inevitabilmente. Quando Junior viene a sapere quello che è successo, si arrabbia con Rallo per aver giocato sporco e lo obbliga a confessare ciò che ha fatto. Davanti all'ispettore sanitario, Rallo dimostra che gli scarafaggi non sono simbolo di poca igiene, ma è un nuovo ingrediente messicano preparato grazie alla gastronomia molecolare.

## Schizzetto della libertà
- Sceneggiatura: Daniel Dratch
- Regia: Oreste Canestrelli
- Messa in onda originale: 21 aprile 2013
- Messa in onda italiana: 22 dicembre 2013

### Trama
Durante la recita di beneficenza degli scout, Donna nota l'educazione e il rispetto che hanno gli scout, quindi costringe Rallo ad unirsi a loro. Quest'ultimo è contrario e arrabbiatissimo, ma Junior cerca di convincerlo che poi non è così male: aiutando il prossimo, conquisti dei distintivi e ti senti una persona migliore. Infatti Junior porta Rallo con sé a distribuire delle barrette di cioccolato ai meno fortunati: le barrette erano state acquistate da Junior per donare fondi a un concerto di beneficenza. A Rallo sembra una truffa, così si rivolge al gruppo di ragazzi che avevano imbrogliato suo fratello e infatti scopre che non ci sarà nessun concerto. Per mantenere il segreto, Rallo si fa pagare in contanti. I soldi che accumula li divide con Junior, senza dirgli dell'imbroglio. Junior, grato per la sua riconoscenza, lo porta al concerto. Quando quest'ultimo scopre che non ci sarà nessun concerto di beneficenza, lascia gli scout. Rallo si sente colpevole di tutto ciò e organizza lui stesso il concerto. Junior è commosso dal gesto del fratello e si convince a ritornare nel gruppo degli scout
Durante la recita di beneficenza degli scout, la famiglia Brown/Tubbs vince la lotteria: il premio è una vacanza per due persone. Cleveland e Donna partono, lasciando Junior e Rallo sotto il controllo di Roberta. Ma la stanza d'albergo in cui alloggiano gli sembra piccola e senza una buona vista dalla finestra. Così si lamentano col personale, il quale gli cambia camera. Inventando incidenti fasulli, Cleveland e Donna si lamentano sempre di più col personale dell'albergo, cambiando continuamente camera ed arrivando ad alloggiare nel lusso più sfrenato. Ma, alla fine della vacanza, il conto è salato: il premio comprendeva solo la stanza, non i servizi extra. Siccome non hanno soldi per pagare, sono costretti a lavorare nell'albergo. Durante un servizio in camera, Cleveland viene palpato al sedere da un uomo e ne resta sconvolto. Ma poi si rende conto che quello era un reato punibile con un risarcimento, con il quale potevano pagare il conto e smettere di lavorare. Donna e Cleveland cominciano così ad importunare il cliente per avere un'altra palpata al sedere. Il dirigente dell'albergo, sconvolto dal comportamento dei due, li licenzia subito.

## Incontro pericoloso
- Sceneggiatura: Kirker Butler
- Regia: Steve Robertson
- Messa in onda originale: 28 aprile 2013
- Messa in onda italiana: 29 dicembre 2013

### Trama
Rallo va a trovare suo padre Robert a Stoolbend East e, siccome ha fatto tutto il viaggio da solo, gli vuole così dimostrare che ormai è diventato grande e non è più un bambino. Ma il babbo riceve una telefonata e deve necessariamente andare via per un giorno nel Maryland, lasciando Rallo solo nell'appartamento. Quest'ultimo si rende conto di avere paura a stare da solo e quindi decide di fare una passeggiata fuori. Nella periferia della città incontra un gruppo di ragazzi che gli ordinano di prendere il pallone di un bambino che ci stava giocando. Rallo chiede al bambino di dargli il pallone e fingere di piangere facendo credere al gruppo di aver eseguito l'ordino. I ragazzi portano Rallo in un negozio, dove gli mettono un iPhone nelle tasche del giubbotto. Usciti dal centro commerciale, Rallo capisce di essere stato usato e butta a terra il cellulare, rompendolo (portando l'impiegato dell'Apple Store alla disperazione). I ragazzi arrabbiati cominciano a rincorrere Rallo, ma viene salvato e riportato a casa sua da Robert. I ragazzacci scoprono dove abita Rallo e lo vanno a ritrovare per farsi ridare i soldi dell'iPhone, ma siccome Rallo non ha soldi, allora ruberanno gli oggetti dei bambini della scuola elementare che frequenta Rallo. Ma quest'ultimo riesce a ingannarli e a chiamare la polizia per farli arrestare.
Holt acquista delle lapidi per lui e i suoi amici, in modo da stare sempre insieme e vicini, anche dopo la morte. Cleveland, Lester, Holt, e Tim si recano così al cimitero cittadino, dove vengono pagati per assistere ai funerali di gente che non conoscono. Quando Donna viene a sapere ciò, si arrabbia con Cleveland perché non è onesto fingere di essere tristi al funerale di una persona che non si conosce. Per farsi perdonare, il marito organizza una cena romantica per la moglie con vista sul campo santo.

## Uomini e pidocchi
- Sceneggiatura: John Viener, Kevin Biggins e Travis Bowe
- Regia: Jeff Myers
- Messa in onda originale: 5 maggio 2013
- Messa in onda italiana: 5 gennaio 2014

### Trama
Rallo è molto conosciuto a scuola perché dà soprannomi divertenti che però umiliano i suoi compagni di classe. Un giorno arriva la comunicazione che la scuola molti alunni hanno contratto la pediculosi. Donna, controllando la cute di Rallo, scopre che anche lui ha preso i pidocchi, così è costretta a rasargli i capelli. A scuola i suoi compagni iniziano a prenderlo in giro con il soprannome testa a nocciolina perché la sua testa ricorda la forma di un'arachide. Rallo capisce che non è divertente essere presi in giro per un difetto fisico, così si chiude in casa e decide di non ritornare a scuola finché non gli saranno ricresciuti i capelli. Per fortuna c'è Junior che gli tiene compagnia e che gli insegna l'arte dell'immaginazione. Junior è contentissimo di stare con Rallo, così ogni notte gli rasa i capelli affinché non gli ricrescano. Ma, col passare dei giorni, Rallo si stanca di stare sempre in casa, per quanto possa essere divertente giocare con la fantasia. Junior capisce che sta sbagliando a tagliare i capelli di nascosto al fratellastro e così smette. Quando i capelli ricrescono, Rallo torna a giocare con i suoi amici senza prendersi gioco di loro e ringrazia Junior per essergli stato accanto in questo periodo.
Cleveland ha paura di contrarre la pediculosi, così si trasferisce temporaneamente a casa dei suoi genitori, Cookie e Levon. Ma i genitori devono allontanarsi di casa, così lasciano a Cleveland l'incarico di occuparsi che le cose vadano per il verso giusto in loro assenza. L'importante è non invitare i suoi amici e non toccare le lattine di Cola di Levon. Ma Cleveland disubbidisce, facendo entrare Tim, Lester e Holt in casa e bevendo assieme ai suoi amici le lattine del padre. Quando i genitori ritornano a casa, rimangono sconvolti e delusi del comportamento scorretto del figlio.

## Il signore e la signora Brown
- Sceneggiatura: Kevin Biggins e Travis Bowe
- Regia: Steve Robertson
- Messa in onda originale: 12 maggio 2013
- Messa in onda italiana: 12 gennaio 2014

### Trama
Cleveland e sua madre Cookie fingono di essere marito e moglie per riuscire ad entrare in un club privato, composto per la maggior parte da persone molto anziane, che passano la loro giornata a divertirsi con giochi di società. Entrambi godono dei servizi offerti dal club, ma i rapporti tra loro si trasformano in quelli tipici di una coppia sposata da anni. Cleveland arriva al punto di non sopportare più Cookie, così decide di lasciarla e tornare da Donna. Cookie non sa come presentarsi nuovamente al club, così inventa la scusa che suo marito è morto. Ma quando Cleveland torna sui suoi passi, ritorna da sua madre e si scusa per essere stato così duro con lei. Gli anziani del club privato si stupiscono non solo perché il marito sembra resuscitato, ma anche perché chiama sua moglie mamma. Spiegato l'equivoco, Cleveland e Cookie vengono espulsi dal club.
Al parco, Rallo non resiste alla tentazione di mangiare una barretta di cioccolato, ma la madre non gliela vuole comprare. Così decide di rubarla. Quando Donna scopre il furto, la colpa ricade sia su Rallo che su Cleveland. Entrambi vengono messi in punizione e chiusi in camera finché uno dei due non confesserà. Junior tenta di convincere Rallo a dire che è stato lui, ma quest'ultimo non vuole. Roberta, che ha il compito di gestire la situazione, dichiara innocente suo fratello, poiché è risaputo che Junior ha un debole per i dolci. Così, mentre Rallo è libero di tornare a giocare con i suoi amici, Junior resta in punizione perché continua a non ammettere di aver rubato la barretta. Ma divorato dai sensi di colpa, Rallo confesserà la verità.

## Treno pazzo
- Sceneggiatura: Chadd Gindin
- Regia: Seung-Woo Cha
- Messa in onda originale: 19 maggio 2013
- Messa in onda italiana: 19 gennaio 2014

### Trama
Cleveland nota che, per la prima volta, suo padre si dimostra gentile e ben disposto nei suoi confronti. Ma, fatto visitare dal Dottor Fist, si scopre che Treno Merci ha abusato di medicinali e quindi è diventato pazzo. L'unico modo per farlo tornare alla normalità è mandarlo in una casa di cura. Cleveland è contrario a mettere suo padre in manicomio perché sostiene fermamente che non è pazzo. Così lo ospita a casa sua fino al giorno della guarigione. Quando gli effetti dei farmaci svaniscono, Treno Merci ricomincia a trattare male suo figlio e parte per una mostra di auto, dove lui stesso partecipa. Cleveland vuole dimostrare il suo affetto al padre, così gareggia anche lui alla mostra di auto, ma rimane schiacciato dalle sospensione idrauliche dell'auto (in stile Lowrider). Per la prima volta Treno Merci è preoccupato per suo figlio e lo accompagna in ospedale, dimostrandogli che, in fondo, anche lui gli vuole bene.
Con il permesso degli addetti ai lavori, Junior e Rallo prendono un'autogrù del cantiere edile che sta per essere demolita. Con questo macchinario aiutano i bambini della città a recuperare gli oggetti che avevano lanciato sui tetti delle case. L'autogrù riscuote molto successo e viene disegnata dai bambini come una grande giraffa buona. Ma gli addetti ai lavori del cantiere rivogliono il loro macchinario e fanno di tutto per ottenerlo. Dal canto loro, Junior e Rallo lottano per tenersi l'autogrù. Solo con l'aiuto dei bambini della città, che formano mano per mano una catena umana attorno alla macchina, riusciranno a tenersela.

## La ruota della famiglia
- Sceneggiatura: Margee Magee, Angeli Millan e Courtney Lilly
- Regia: Jack Perkins
- Messa in onda originale: 19 maggio 2013
- Messa in onda italiana: 26 gennaio 2014

### Trama
Cleveland e Donna sono esausti di accompagnare ovunque Roberta, Junior e Rallo e sentono il bisogno di un aiuto così radunano tutta la famiglia al fine di convincerla a collaborare con loro per rendere le giornate il meno stancanti possibile. Siccome l'unione fa la forza, la famiglia accetta. Ma quando la madre di Donna e il suo ex marito Robert si innamorano, Donna rimane pietrificata dall'orrore. Al contrario, Cleveland trova la situazione molto divertente e non si preoccupa dei sentimenti di sua moglie, che è sconvolta dall'imbarazzante situazione. Alla fine però Donna si rende conto che l'amore tra sua mamma e il suo ex c'è, perché adottano un bambino cinese, il quale entra subito a far parte della famiglia. Dopo questo fatto, anche Donna accetta la situazione e i due si sposano.
Treno Merci ha il compito di portare Junior alla sua attività extrascolastica: un corso di cucina. Ma il nonno è contrario perché considera l'arte culinaria una cosa da femmine. Quindi lo porta in palestra per fortificarlo con i pesi, in modo da farlo diventare più forte. Junior va in palestra ma, invece di esercitarsi con gli attrezzi, segue il corso di pole dance insieme ad altre donne di una certa età. Treno Merci è all'oscuro di ciò e, quando torna in palestra per vedere come se la cava suo nipote, riceve la notizia che il pomeriggio stesso Junior terrà un'esibizione di pole dance. Il nonno assiste a quest'esibizione e, contrariamente a ogni previsione negativa di Junior, ne rimane molto eccitato.